# Cory Bishop
Cory Bishop (...) è un ex calciatore americo-verginiano, di ruolo centrocampista.

## Carriera
Ha giocato una partita per la propria Nazionale nel 2008.